# فورش
فورش (ارمنی: Ֆորշ؛  زادهٔ ۲۵ مهٔ ۱۹۶۷) ترانه‌سرا، خواننده، آهنگساز اهل ارمنستان است. وی از سال ۱۹۸۳ میلادی تا کنون مشغول فعالیت می‌باشد.

## زندگی‌نامه
وی با نام اصلی واهان گئورگی گئورگیان (ارمنی: Վահան Գեորգիի Գևորգյան در ۲۵ مه ۱۹۶۷ در ایروان به دنیا آمد و از کنسرواتوار دولتی کومیتاس ایروان فارغ‌التحصیل گشت. همچنین برندهٔ جوایزی همچون هنرمند افتخاری جمهوری ارمنستان شده‌است.